# Жульєн Фобер
Жульєн Фобер (фр. Julien Faubert, нар. 1 серпня 1983, Гавр) — французький футболіст, півзахисник клубу «Фрежус-Сен-Рафаель».
Виступав, зокрема, за клуби «Бордо» та «Вест Гем Юнайтед», а також за збірні Франції і Мартиніки.

## Клубна кар'єра
Народився 1 серпня 1983 року в місті Гавр. Вихованець футбольної школи клубу «Канн». Дорослу футбольну кар'єру розпочав 2002 року в основній команді того ж клубу, в якій провів два сезони, взявши участь у 45 матчах третього французького дивізіону. 
Своєю грою за цю команду привернув увагу представників тренерського штабу клубу «Бордо», у складі якого в сезоні 2004/05 дебютував в елітному дивізіоні чемпіонату Франції. Швидко став ключовим гравцем середини поля і за три сезони взяв участь у понад 100 іграх «Бордо» в різних турнірах.
1 липня 2007 року за понад 6 мільйонів фунтів перейшов до англійського «Вест Гем Юнайтед», з яким уклав п'ятирічний контракт. Дебют гравця в Англії відтермінувався через важке ушкодження ахіллового сухожилля під час передсезонної підготовки. Врешті-решт за перший сезон за лондонську команду француз лише вісім разів виходив на поле в іграх усіх турнірів. Утім вже від самого початку наступного сезону був стабільним гравцем основного складу і демонстрував упевнену гру, яка зокрема привернула увагу представників іспанського «Реал Мадрид». 31 січня 2009 року перейшов до «королівського клубу» на умовах піврічної оренди з правом викупу. Однак іспанці цим правом не скористалися, і вже влітку Фобер повернувся до Лондона, провівши в Іспанії лише дві гри.  
Після досить успішного для себе сезону 2009/10, в якому француз був серед основних гравців «Вест Гема», гравець був переведений з правого флангу півзахисту на правий фланг захисту, де стикнувся з підвищеною конкуренцією і більшість матчів наступного сезону провів на лавці для запасних. Команда ж того сезону втратила місце у Прем'єр-лізі і сезон 2011/12 проводила у Чемпіоншипі. На рівні другого дивізіону Фобер знову був ключовим гравцем лондонців, утім команда не змогла повернутися до елітного дивізіону, і у травні 2012 року француз, контракт якого закінчився, її залишив.
Після піврічного перебування в турецькому «Елязигспорі» на початку 2013 року повернувся на батьківщину, де знову став гравцем «Бордо».
Згодом протягом 2016—2018 років досвідчений футболіст грав у Шотландії за «Кілмарнок», у Фінляндії за «Інтер» (Турку) та в індонезійському «Борнео».
Влітку 2019 року став гравцем команди «Фрежус-Сен-Рафаель» з четвертого французького дивізіону.

## Виступи за збірні
Протягом 2002–2006 років залучався до складу молодіжної збірної Франції. На молодіжному рівні зіграв у 17 офіційних матчах, забив 2 голи. Був учасником молодіжного Євро-2006, на якому відзначився забитим голом, а французи завершили боротьбу на стадії півфіналів.
Того ж 2006 року провів свою першу і єдину гру у складі національної збірної Франції, в якій відзначився забитим голом. У подальшом до французької збірної не залучався, а протягом 2014–2017 років взяв участь у десяти матчах збірної Мартиніки.

## Статистика виступів

### Статистика клубних виступів
Станом на 3 січня 2019 року
| Сезон                        | Команда                      | Чемпіонат                    | Чемпіонат | Чемпіонат | Національний кубок | Національний кубок | Національний кубок | Континентальні кубки | Континентальні кубки | Континентальні кубки | Інші змагання | Інші змагання | Інші змагання | Усього | Усього |
| Сезон                        | Команда                      | Ліга                         | Ігор      | Голів     | Ліга               | Ігор               | Голів              | Ліга                 | Ігор                 | Голів                | Ліга          | Ігор          | Голів         | Ігор   | Голів  |
| ---------------------------- | ---------------------------- | ---------------------------- | --------- | --------- | ------------------ | ------------------ | ------------------ | -------------------- | -------------------- | -------------------- | ------------- | ------------- | ------------- | ------ | ------ |
| 2001–02                      | «Канн»                       | НЧ                           | 1         | 0         | -                  | -                  | -                  | -                    | -                    | -                    | -             | -             | -             | 1      | 0      |
| 2002–03                      | «Канн»                       | НЧ                           | 26        | 1         | -                  | -                  | -                  | -                    | -                    | -                    | -             | -             | -             | 26     | 1      |
| 2003–04                      | «Канн»                       | НЧ                           | 19        | 3         | -                  | -                  | -                  | -                    | -                    | -                    | -             | -             | -             | 19     | 3      |
| Усього за «Канн»             | Усього за «Канн»             | Усього за «Канн»             | 46        | 4         | -                  | -                  | -                  | -                    | -                    | -                    | -             | -             | -             | 46     | 4      |
| 2004–05                      | «Бордо»                      | Л1                           | 36        | 1         | КФ+КЛ              | 0+1                | 0                  | -                    | -                    | -                    | -             | -             | -             | 37     | 1      |
| 2005–06                      | «Бордо»                      | Л1                           | 34        | 4         | КФ+КЛ              | 0+3                | 0                  | -                    | -                    | -                    | -             | -             | -             | 37     | 4      |
| 2006–07                      | «Бордо»                      | Л1                           | 26        | 3         | КФ+КЛ              | 0+3                | 0                  | ЛЧ+КУЄФА             | 6+2                  | 2+0                  | -             | -             | -             | 37     | 5      |
| 2007–08                      | «Вест Гем Юнайтед»           | ПЛ                           | 7         | 0         | КА+КЛ              | 1+0                | 0                  | -                    | -                    | -                    | -             | -             | -             | 8      | 0      |
| 2008-січ. 2009               | «Вест Гем Юнайтед»           | ПЛ                           | 20        | 0         | КА+КЛ              | 2+2                | 0                  | -                    | -                    | -                    | -             | -             | -             | 24     | 0      |
| січ.-черв. 2009              | «Реал Мадрид»                | ПД                           | 2         | 0         | КІ                 | -                  | -                  | ЛЧ                   | 0                    | 0                    | -             | -             | -             | 2      | 0      |
| 2009–10                      | «Вест Гем Юнайтед»           | ПЛ                           | 33        | 1         | КА+КЛ              | 1+2                | 0                  | -                    | -                    | -                    | -             | -             | -             | 36     | 1      |
| 2010–11                      | «Вест Гем Юнайтед»           | ПЛ                           | 9         | 0         | КА+КЛ              | 1+6                | 0                  | -                    | -                    | -                    | -             | -             | -             | 16     | 0      |
| 2011–12                      | «Вест Гем Юнайтед»           | ЧФЛ                          | 34+2      | 1         | КА+КЛ              | 0+1                | 0                  | -                    | -                    | -                    | -             | -             | -             | 37     | 1      |
| Усього за «Вест Гем Юнайтед» | Усього за «Вест Гем Юнайтед» | Усього за «Вест Гем Юнайтед» | 103+2     | 2         |                    | 16                 | 0                  |                      | -                    | -                    |               | -             | -             | 121    | 2      |
| 2012-січ. 2013               | «Елязигспор»                 | СЛ                           | 16        | 1         | CT                 | 0                  | 0                  | -                    | -                    | -                    | -             | -             | -             | 16     | 1      |
| січ.-черв. 2013              | «Бордо»                      | Л1                           | 13        | 0         | КФ+КЛ              | 2+0                | 0                  | ЛЄ                   | 3                    | 0                    | -             | -             | -             | 18     | 0      |
| 2013–14                      | «Бордо»                      | Л1                           | 22        | 3         | КФ+КЛ              | 2+1                | 0                  | ЛЄ                   | 4                    | 0                    | СФ            | 0             | 0             | 29     | 3      |
| 2014–15                      | «Бордо»                      | Л1                           | 13        | 0         | КФ+КЛ              | 1+1                | 0                  | -                    | -                    | -                    | -             | -             | -             | 15     | 0      |
| Усього за «Бордо»            | Усього за «Бордо»            | Усього за «Бордо»            | 144       | 11        |                    | 14                 | 0                  |                      | 15                   | 0                    |               | 0             | 0             | 173    | 11     |
| січ.-черв. 2016              | «Кілмарнок»                  | ШПЛ                          | 9         | 0         | КШ+КШЛ             | -                  | -                  | -                    | -                    | -                    | -             | -             | -             | 9      | 0      |
| 2017                         | «Інтер» (Турку)              | ВЛ                           | 26        | 1         | КФ                 | 5                  | 0                  | -                    | -                    | -                    | -             | -             | -             | 31     | 1      |
| 2018                         | «Борнео»                     | Л1                           | 15        | 3         | -                  | -                  | -                  | -                    | -                    | -                    | -             | -             | -             | 15     | 3      |
| Усього за кар'єру            | Усього за кар'єру            | Усього за кар'єру            | 348       | 19        |                    | 35                 | 0                  |                      | 15                   | 0                    |               | 0             | 0             | 398    | 19     |

### Статистика виступів за збірну
| Дата       | Місто   | Господарі            | Результат | Гості   | Турнір           | Голи | Примітки |
| ---------- | ------- | -------------------- | --------- | ------- | ---------------- | ---- | -------- |
| 16-08-2006 | Сараєво | Боснія і Герцеговина | 1 – 2     | Франція | товариський матч | 1    | 69'      |
| Усього     |         | Матчів               | 1         |         | Голів            | 1    |          |

| Дата       | Місто          | Господарі                | Результат | Гості                    | Турнір                     | Голи | Примітки |
| ---------- | -------------- | ------------------------ | --------- | ------------------------ | -------------------------- | ---- | -------- |
| 09-10-2014 | Лез-Абім       | Кюрасао                  | 1 – 1     | Мартиніка                | відбір на Карибський кубок | 1    | 80'      |
| 11-10-2014 | Лез-Абім       | Гваделупа                | 1 – 2     | Мартиніка                | відбір на Карибський кубок | 2    |          |
| 13-10-2014 | Лез-Абім       | Мартиніка                | 4 – 3     | Сент-Вінсент і Гренадини | відбір на Карибський кубок | 2    |          |
| 13-11-2014 | Монтего-Бей    | Ямайка                   | 1 – 1     | Мартиніка                | Карибський кубок 2014      | -    |          |
| 14-11-2014 | Монтего-Бей    | Мартиніка                | 0 – 3     | Гаїті                    | Карибський кубок 2014      | -    |          |
| 02-06-2016 | Фор-де-Франс   | Мартиніка                | 2 – 0     | Гваделупа                | відбір на Карибський кубок | -    |          |
| 08-06-2016 | Розо           | Домініка                 | 0 – 4     | Мартиніка                | відбір на Карибський кубок | -    |          |
| 08-10-2016 | Сан-Крістобаль | Домініканська Республіка | 1 – 2     | Мартиніка                | відбір на Карибський кубок | -    | 73'      |
| 12-10-2016 | Фор-де-Франс   | Мартиніка                | 2 – 0     | Тринідад і Тобаго        | відбір на Карибський кубок | -    | 90'      |
| 27-03-2017 | Бриджтаун      | Барбадос                 | 2 – 1     | Мартиніка                | товариський матч           | -    | 40'      |
| Усього     |                | Матчів                   | 10        |                          | Голів                      | 5    |          |

## Титули і досягнення
- Володар Кубка Франції (1):

«Бордо»: 2012-2013
- Володар Кубка французької ліги (1):

«Бордо»: 2006-2007